# Yun Du-seo
Yun Du-seo (1668-1715) (윤두서 / 尹斗緖 ) était un peintre et un lettré de la période Joseon. Il est le petit-fils de Yun Seondo, un grand écrivain de la littérature coréenne.

## Biographie
Yun Du-seo passa le Gwageo mais n'entra pas au service du gouvernement, dédiant sa vie à la peinture et à l'étude du confucianisme.

## Galerie

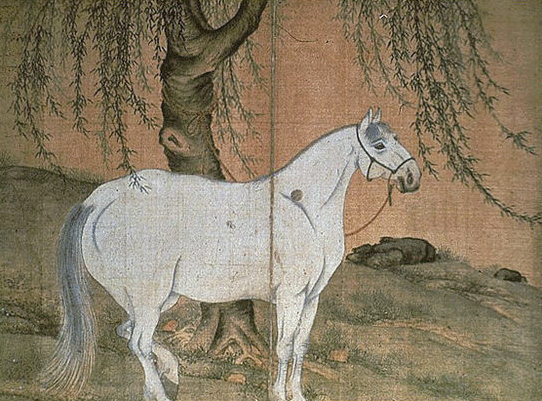
Cheval blanc sous un saule (유하백마도)
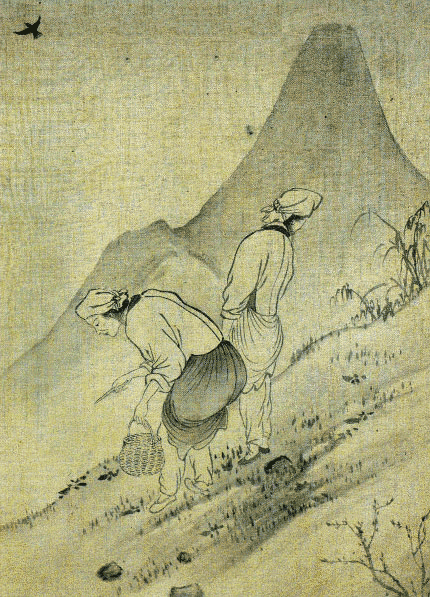
Femmes récoltant des plantes
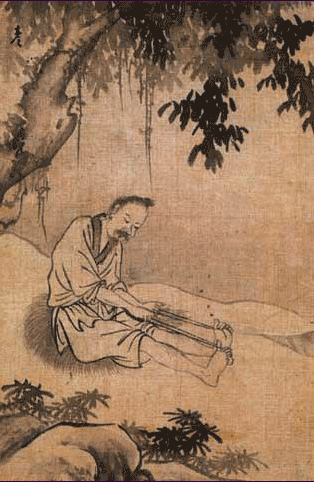
Vieil homme faisant des chaussures de paille
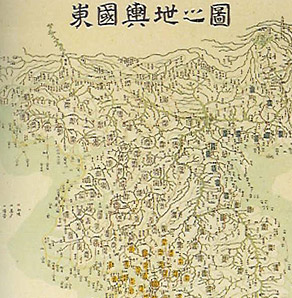
Dongguk yeoji jido (동국여지지도) dessiné par Yun Du-seo
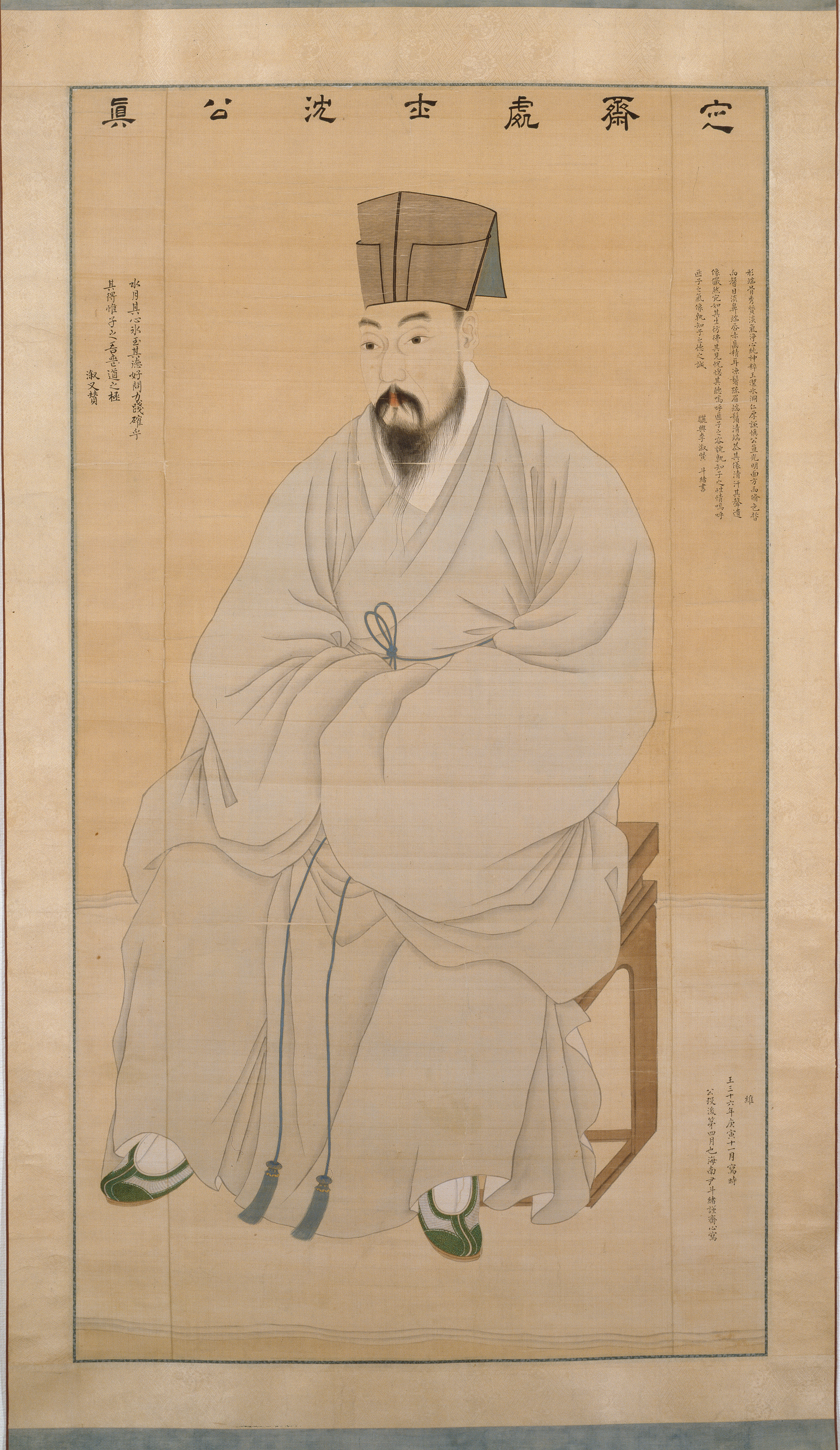
Portrait de Sim Deuk-gyeong